# Dicastillo
Dicastillo (baskisch Deikaztelu) ist ein nordspanisches Dorf und eine Gemeinde (municipio) mit 571 Einwohnern (Stand: 2024) im Süden der Autonomen Gemeinschaft Navarra. 

## Lage und Klima
Dicastillo liegt gut 40 km (Fahrtstrecke) südwestlich von Pamplona bzw. ca. 38 km ostnordöstlich von Logroño in einer Höhe von ca. 555 m. Der Ega begrenzt die Gemeinde im Südosten. Das Klima ist gemäßigt bis warm; Regen (ca. 600 mm/Jahr) fällt überwiegend im Winterhalbjahr.

## Bevölkerungsentwicklung
| Jahr      | 1970 | 1981 | 1991 | 2001 | 2011 | 2021 |
| Einwohner | 1233 | 1051 | 860  | 816  | 793  | 721  |

## Sehenswürdigkeiten

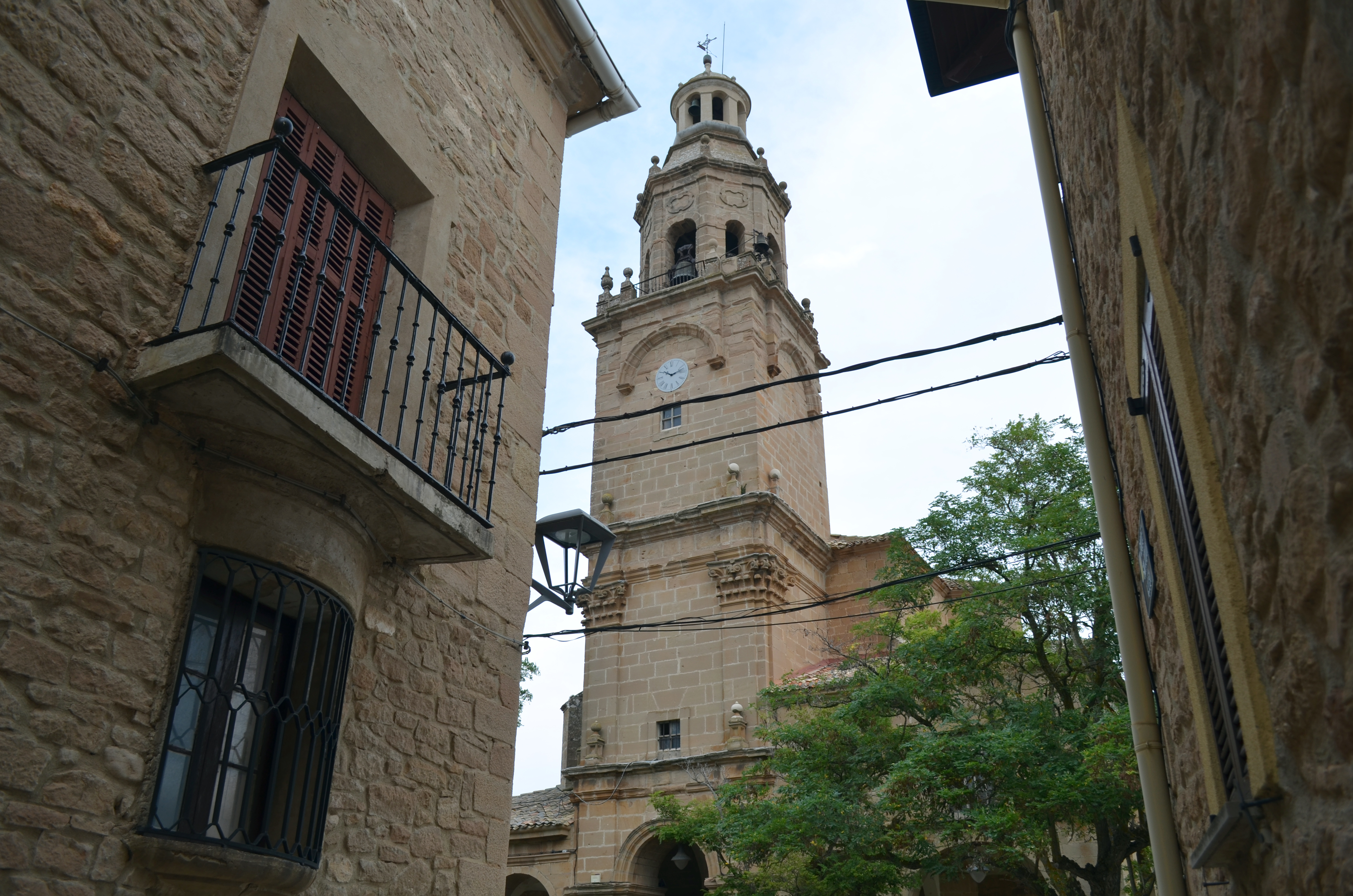
Emeteriuskirche

- Emeteriuskirche

## Persönlichkeiten
- Joaquín Madurga (1938–2017), Priester und Komponist